# Le Californien
Pour plus de détails, voir Fiche technique et Distribution.
Le Californien (titre original : Guns of Diablo) est un film américain de Boris Sagal sorti en 1964.

## Synopsis
Alors qu'ils conduisent un convoi vers la Californie, Linc Murdock et le jeune Jaimie McPheeters s'arrêtent à la ville de Diablo pour s'approvisionner. Sur place, ils découvrent que les habitants sont sous la coupe d'un gang familial, les Macklin. Au Saloon, Linc retrouve Maria, son amour de jeunesse présumée morte. Linc ne se doute pas qu'elle est elle-même devenue une Macklin par alliance...

## Fiche technique
- Titre original : Guns of Diablo
- Réalisation : Boris Sagal
- Scénario : Berne Giler d'après le roman de Robert Lewis Taylor
- Directeur de la photographie : John M. Nickolaus Jr.
- Montage : Harry Coswick
- Musique : Leigh Harline, Walter Scharf et Harry Sukman
- Production : Boris Ingster
- Genre : Western Production MGM TV
- Pays :  États-Unis
- Durée : 91 minutes
- Dates de sortie :  
  -  Royaume-Uni : 4 octobre 1964 (Londres)
  -  Allemagne de l'Ouest : 29 janvier 1965
  -  France : 2 septembre 1970

## Distribution
- Charles Bronson (VF : Denis Savignat) : Linc Murdock
- Susan Oliver (VF : Nicole Favart) : Maria Macklin
- Kurt Russell : Jamie McPheeters
- Jan Merlin (VF : Jacques Thébault) : Rance (Mike en VF) Macklin
- John Fiedler (VF : Georges Aubert) : Ives
- Douglas Fowley (VF : Serge Nadaud) : M. Knudsen
- Rayford Barnes (VF : Sady Rebbot) : Dan Macklin
- Ron Hagerthy (VF : Jacques Richard) : Carey Macklin
- Robert Carricart (VF : Georges Atlas) : Mendez
- Morris Ankrum (VF : Jean Berton) : Ray Macklin
- Russ Conway (VF : Jean Violette) : Dr McPheeters
- Maurice Wells : Girard, le père de Maria
- Mike de Anda : Bryce

## À noter
- Ce film marque les débuts au cinéma de Kurt Russell.
- Ce film est un avatar de deux épisodes du feuilleton MGM TV Les Voyages de Jaimie McPheeters.